# Canthium
Canthium é um género botânico pertencente à família Rubiaceae.

## Espécies
| - Canthium ciliatum (Klotzsch) Kuntze - Canthium coromandelicum (Burm. f.) Alston - Canthium dicoccum Gaertn. Merr. - Canthium ficiforme J. Hk. - Canthium gilfillanii (N.E. Br.) O.B. Miller - Canthium inerme (L.f.) Kuntze - Canthium kilifiensis Bridson ined. - Canthium montanum Thwaites - Canthium mundianum Cham. & Schlechtd. - Canthium pauciflorum (Klotzsch) Kuntze | - Canthium pergracilis (Bourd.) Gamble - Canthium robynsianum Bullock - Canthium rondoense Bridson - Canthium shabanii Bridson - Canthium siebenlistii (K.Krause) Bu. - Canthium spinosum (Klotzsch) Kuntze - Canthium suberosum Codd - Canthium suborbiculare (C.T.White) Merrill & Perry - Canthium vollensenii Bridson |

- Canthium aciculatum Ridl.
- Canthium andamanicum M.G.Gangop. & Chakrab.
- Canthium andringitrense Cavaco
- Canthium angustifolium Roxb.
- Canthium ankaranense Arènes ex Cavaco
- Canthium anoveanum Cavaco
- Canthium approximatum Korth.
- Canthium arboreum Vidal
- Canthium arenesianum Cavaco
- Canthium aurantiacum Merr. & L.M. Perry
- Canthium bakerianum Drake
- Canthium berberidifolium Geddes
- Canthium bipinnatum (Blanco) Merr.
- Canthium blepharodon Arènes ex Cavaco
- Canthium boinense Arènes ex Cavaco
- Canthium bosseri Cavaco
- Canthium brunnescens Craib
- Canthium brunneum (Merr.) Merr.
- Canthium calvum Craib
- Canthium cambodianum Pit.
- Canthium campanulatum Thwaites
- Canthium carinatum (Baker) Summerh.
- Canthium cavaleriei H. Lév.
- Canthium cochinchinense Pierre ex Pit.
- Canthium coffeoides Pierre ex Pit.
- Canthium confertum Korth.
- Canthium congestiflorum Ridl.
- Canthium cordatum Dillwyn
- Canthium culionense (Elmer) Merr.
- Canthium cystiporon Cavaco
- Canthium decaryi Homolle ex Cavaco
- Canthium depressinerve Ridl.
- Canthium dyscriton Bullock
- Canthium ellipticum (Merr.) Merr.
- Canthium elmeri Merr.
- Canthium fadenii Bridson
- Canthium fenicis (Merr.) Merr.
- Canthium ferrugineum Craib
- Canthium filipendulum Pierre ex Pit.
- Canthium fraternum Miq.
- Canthium glabrum Blume
- Canthium glandulosum (Blanco) Merr.
- Canthium glaucum Hiern +
- Canthium gracilipes Kurz
- Canthium gynochthodes Baill.
- Canthium hebecladum DC.
- Canthium hirtellum Ridl.
- Canthium hispidonervosum (De Wild.) C.M.Evrard
- Canthium homolleanum Cavaco
- Canthium horridulum Craib
- Canthium horridum Blume
- Canthium humbertianum Cavaco +
- Canthium impressinervium Bridson
- Canthium inflatum Cavaco
- Canthium isomonense Cavaco
- Canthium italyense Cavaco
- Canthium korthalsianum Miq.
- Canthium kuntzeanum Bridson
- Canthium laeve Teijsm. & Binn.
- Canthium lasianthoides Miq.
- Canthium latiflorum Homolle ex Cavaco
- Canthium leytense (Merr.) Merr.
- Canthium libericum Dinkl.
- Canthium longipes Geddes
- Canthium lucidum R. Br.
- Canthium macrocarpum Thwaites
- Canthium mandrarense Cavaco
- Canthium marojejyense Cavaco
- Canthium megacarpum (Merr.) Merr.
- Canthium megistocarpum Merr. & L.M. Perry
- Canthium merrillianum Mabb.
- Canthium merrillii (Setch.) Christoph.
- Canthium mite Bartl. ex DC.
- Canthium molle King & Gamble
- Canthium moluccanum Roxb.
- Canthium mombazense Baill.
- Canthium monstrosum (A.Rich.) Merr.
- Canthium neilgherrense Wight
- Canthium oblongifolium Quisumb. & Merr.
- Canthium oblongum (Valeton) Kaneh.
- Canthium obovatifolium (Merr.) Merr.
- Canthium oligocarpum Hiern +
- Canthium oligophlebium (Merr.) Merr.
- Canthium parvifolium Roxb.
- Canthium paucinervium (Merr.) Merr.
- Canthium pedunculare Cav.
- Canthium perakanthus ined.
- Canthium perrieri Cavaco +
- Canthium polyanthum Miq.
- Canthium puberulum Thwaites ex Hook.f.
- Canthium quadratum Craib
- Canthium ramosii (Merr.) Merr.
- Canthium rheedei DC.
- Canthium sahafaryense Cavaco
- Canthium sarcocarpum (Merr.) Merr.
- Canthium sarmentosum Craib
- Canthium scabridum Ridl.
- Canthium scandens Blume
- Canthium schlechterianum Merr. & L.M.Perry
- Canthium sechellense Summerh.
- Canthium setiflorum Hiern +
- Canthium siamense (Harms) Pit.
- Canthium simile Merr. & Chun
- Canthium sordidum (K. Schum.) Bullock
- Canthium spinosissimum Merr.
- Canthium spirostylum Miq.
- Canthium stellulatum Craib
- Canthium strigosum Craib
- Canthium strychnoides Craib
- Canthium subaureum Craib
- Canthium subcapitatum (Merr.) Merr.
- Canthium subsessilifolium (Merr.) Merr.
- Canthium sumatranum Miq.
- Canthium tamatavense Cavaco
- Canthium tavoyanum (R.Parker) Merr. +
- Canthium travancoricum Bedd.
- Canthium trichophorum Quisumb. & Merr.
- Canthium tsaratananense Homolle ex Cavaco
- Canthium umbelligerum Miq.
- Canthium vanwykii Tilney & Kok
- Canthium venulosum Boivin ex Baill.
- Canthium viguieri Homolle ex Cavaco
- Canthium villarii Vidal
- Canthium violaceum Zoll. & Moritzi
- Canthium wenzelii (Merr.) Merr.